# بشکه‌ایان
بشکه‌ایان (نام علمی: Doliolidae) نام یک تیره از رده سالپ‌سانان است.